# 趙培蘭
趙培蘭（？—？），山西崞县人，清朝政治人物。举人出身。
光绪二年八月，擔任清朝廣東省潮州府豐順縣知縣。后由許普濟接任。